# Переписывая Бетховена
«Перепи́сывая Бетхо́вена» (англ. Copying Beethoven) — историческая мелодрама 2006 года Агнешки Холланд о последних годах жизни композитора Людвига ван Бетховена, роль которого исполнил Эд Харрис. В фильме также снялась Дайан Крюгер, сыгравшая роль Анны Хольц — студентки Венской консерватории и ассистентки композитора.
Предпремьерный показ фильма «Переписывая Бетховена» состоялся 10 сентября 2006 года на международном кинофестивале в канадском городе Торонто. В российский прокат фильм вышел 28 октября 2006 года.

## Сюжет
Главная мысль «Переписывая Бетховена» заключается в том, что этой музыке уже 180 лет, а она звучит так, будто создана сегодня. Сценаристы просто хотели сказать: «Зацените это дерьмо, чуваки». Но никто почему-то не заценил.
Фильм раскрывает несколько эпизодов бурной, противоречивой и трагической жизни Бетховена. Студентка Венской консерватории Анна Хольц, став ассистенткой композитора Людвига Ван Бетховена, помогает ему в работе над Девятой симфонией. Перенося на нотную бумагу музыку Бетховена, Анна попадает в сложный и удивительный мир композитора, в котором вдохновению сопутствуют мучительные страдания.
Сотрудничество с Бетховеном Анна воспринимает как ниспосланный Богом шанс убедиться в том, что и она обладает талантом композитора. Бетховен же черпает в чистой душе Анны вдохновение, необходимое ему для сочинения шести струнных квартетов. Когда же она показывает Бетховену своё собственное произведение, он высмеивает её, после чего Анна покидает гения. Бетховен является в монастырь, где Анна живёт под присмотром настоятельницы — родственницы, и просит вернуться к нему, чтобы вместе доработать её музыку. Она решает продолжить работать у Бетховена. Он рассказывает ей о том, что музыка — это язык Бога и что когда он оглох, Бог заговорил в его голове в полный голос. После премьеры нового, революционного произведения, на которой обескураженные зрители демонстративно покидают зал, с Бетховеном случается удар. Анна выхаживает его, и придя в себя, Бетховен диктует новую музыку. Анна учится слышать музыку так, как слышит её он.
Кульминационный момент фильма — премьера 9-й симфонии в Большой опере Вены, когда Анна помогает Бетховену дирижировать, показывая ритм.

## В ролях
| Актёр         | Роль                |
| ------------- | ------------------- |
| Эд Харрис     | Людвиг ван Бетховен |
| Дайан Крюгер  | Анна Хольц          |
| Ральф Райч    | Венцель Шлеммер     |
| Мэтилок Гиббс | Старуха             |
| Мэттью Гуд    | Мартин Бауэр        |
| Джо Андерсон  | Карл ван Бетховен   |